# Comcast
Comcast Corporation (знана як Comcast; зареєстрована як Comcast Holdings Corporation) — американська телекомунікаційна корпорація. Складається із трьох основних підрозділів — Comcast Cable (кабельне телебачення, телефонія, інтернет-провайдер), NBCUniversal (телеканали NBC та Telemundo, кіностудія Universal Pictures) та Sky (європейська телекомунікаційна компанія). Comcast є найбільшим оператором кабельного телебачення та широкосмугового доступу до інтернету в США, а також найбільшим оператором платного телебачення у світі з 52 млн абонентів.
У списку найбільших публічних компаній у світі Forbes Global 2000 за 2022 Comcast посіла 32-ге місце. У списку найбільших компаній США за розміром виторгу Fortune 500 посіла 28 місце.

## Історія
На початку 1960-х років телемовлення в США було переважно розвинене у великих містах, у сільській місцевості працювали лише нечисленні оператори кабельного телебачення. Витоки Comcast сходять до однієї з таких компаній, American Cable Systems, що працювала в місті Тулепо (штат Міссісіпі).
У 1963 році її купили Ральф Робертс із братом Джо у компанії Jerrold Electronics Company. У наступні два роки вони придбали ще кілька кабельних операторів в Міссісіпі, проте інший штат, Пенсільванія, був перспективнішим у плані зростання.
У 1966 році Ральф Робертс купив кілька компаній, які працювали в передмісті Філадельфії.
У 1969 році він перереєстрував свою компанію у Філадельфії під назвою Comcast Corporation; слово Comcast було утворено зі слів «communication» («комунікації») та «broadcast» («телерадіомовлення»). Компанія розширювала регіон діяльності переважно користуючись з обмежених партнерств з іншими операторами, деякі з них згодом були поглинені.
До початку 1970-х років кількість абонентів Comcast досягла 40 тисяч, але для подальшого зростання знадобилися додаткові кошти, для чого було проведено розміщення акцій.
У 1977 році було знято деякі обмеження на спектр послуг операторів кабельного телебачення, зокрема стало можливим пропонувати канали, доступні тільки через кабель; завдяки цьому Comcast почала розширювати свою мережу у великих містах, де був сильний сигнал ефірного телемовлення.
На початку 1980-х років ринок кабельного телебачення США почав досягати насичення, але був слабо розвинений у Великобританії; 1983 року Comcast придбала ліцензію на розвиток кабельної мережі в передмісті Лондона (у партнерстві з оператором азартних ігор Ladbroke).
У другій половині 1980-х років були куплені частки в декількох великих операторах кабельного телебачення в США, і до 1988 року кількість абонентів досягла 2 млн, Comcast став п'ятим найбільшим оператором США. Також у 1988 році Comcast придбала American Cellular Network (Amcell), оператора стільникового зв'язку в Нью-Джерсі.
У 1990 році Ральф Робертс призначив свого 30-річного сина Брайана президентом компанії, зберігши за собою посаду голови ради директорів. Також цього року штаб-квартира була перенесена з передмістя Філадельфії в саме місто, була розширена мережа у Великій Британії на Кембридж і Бірмінгем, кількість абонентів у цій країні досягла мільйона.
У 1992 році компанія почала тестувати нові технології, такі як передачу голосу кабельними мережами в обхід телефонних ліній і цифрову передачу даних стільниковими мережами.
У 1994 році Comcast увійшла до альянсу (з часткою 15 %) Sprint PCS з розвитку мобільного зв'язку в США, партнерами виступили Sprint Corporation (40 %), Tele-Communications Inc. (30 %) та Cox Communications Inc (15 %); 1999 року частка в альянсі була продана. 1998 року Comcast купила GlobalCom Telecommunications, оператора міжміського зв'язку. Разом з тим компанія продовжувала зміцнювати позиції в кабельному телебаченні, вийшовши на четверте місце в США з 4,3 млн абонентів, проте збитковий британський підрозділ було продано в лютому 1998 року.
У 1994 році за $2,2 млрд був куплений контрольний пакет акцій QVC, Inc., найбільшого в США кабельного телемагазину, в 1996 році був куплений контрольний пакет акцій компанії Spectacor (Comcast Spectacor), що володіла хокейним клубом «Філадельфія Флайєрз», баскетбольним клубом «Філадельфія Севенті Сіксерс» та двома спортивними аренами у Філадельфії.
У 1997 році разом з Walt Disney Company було куплено контрольний пакет акцій розважального каналу E!; 2006 року частка Walt Disney була викуплена.
У червні 1997 року корпорація Microsoft інвестувала в Comcast $1 млрд (в обмін на частку в 11,5 %) з метою тестування можливості кабельних мереж для інтерактивного телебачення та високошвидкісного інтернету.
У 1997 році виторг компанії склав $ 4,91 млрд, з них по 42 % припало на кабельні мережі та телеканали, 9 % на стільниковий зв'язок.
У 2002 році Comcast у AT&T купила AT&T Broadband, на той час найбільшого оператора кабельного телебачення, сума угоди склала $44,5 млрд.
У квітні 2005 року у партнерстві з Sony Pictures Entertainment було куплено кінокомпанію Metro-Goldwyn-Mayer.
У 2011 році у GE була куплена 51-відсоткова частка у компанії NBCUniversal, через два роки були викуплені акції, що залишилися.
У 2011 році Міжнародний олімпійський комітет за $4,38 млрд купив права на трансляцію Олімпійських ігор з 2014 по 2020 рік.
У 2016 році NBCUniversal купила мультиплікаційну студію DreamWorks Animation.
У жовтні 2018 року було куплено європейську компанію Sky, яка надає послуги платного телебачення 53 млн абонентів у п'яти країнах; сума угоди становила близько $40 млрд.

## Керівництво
- Браян Робертс (нар. 28 червня 1959 року) — головний виконавчий директор (з 2002 року) та голова ради директорів (з 2004 року) Comcast Corporation. Син засновника компанії Ральфа Робертса. Йому належить третина від загальної кількості акцій корпорації. Закінчив Уортонську школу бізнесу.
- Майкл Кавана — президент з жовтня 2022 року, раніше був головним фінансовим директором (CFO) з липня 2015 по січень 2023 року, до цього працював у JPMorgan Chase, зокрема був CFO з 2004 по 2010 рік, потім очолював підрозділ корпоративного та інвестиційного банкінгу; також член ради директорів Yum! Brands.

## Акціонери
Акції компанії котируються на Нью-Йоркській фондовій біржі. Інституційним інвесторам станом на початок 2023 року належало 85 % акцій, найбільшими з них були: The Vanguard Group (9,6 %), Capital Group Companies (9,4 %), BlackRock (7,8 %), State Street Global Advisors (3,8 %), FMR Co., Inc. (2,7 %), MFS Investment Management (2,4 %), JPMorgan Chase (1,9 %), Geode Capital Management (1,9 %), Dodge & Cox (1,9 %), Bank of Америка (1,6 %).

## Діяльність
Підрозділи станом на 2022:
- Кабельні телекомунікації — послуги високошвидкісного доступу до Інтернету, передачі відеопрограм та голосового зв'язку під торговою маркою Xfinity (Ексфініті) по коаксіальних та волоконно-оптичних мережах (34,3 млн абонентів); міста, в яких компанія має понад 500 тисяч абонентів: Бостон, Хартфорд, Нью-Йорк, Філадельфія, Балтімор, Вашингтон, Гаррісберг, Піттсбург, Детройт, Чикаго, Індіанаполіс, Міннеаполіс, Атланта, Джексонвіль, Майамі, Уест-Палм-Біч, Форт-Майєрс, Х'юстон, Денвер, Солт-Лейк-Сіті, Сіетл, Портленд, Сакраменто, Сан-Франциско; також віртуальний оператор стільникового зв'язку Xfinity Mobile, що працює через мережу Verizon Wireless (5,3 млн абонентів), точки доступу Wi-Fi і рекламні послуги; цей підрозділ принесло 52 % виторгу.
- Медіа — ефірне та кабельне телемовлення в США та інших країнах, включаючи телекомпанії NBC та Telemundo, а також стрімінговий сервіс Peacock; основні мережі каналів: USA Network (75 млн домогосподарств, розважальні програми), E! (75 млн, розважальні програми), Syfy (75 млн, науково-фантастичні та розважальні програми), Bravo (74 млн, розважальні програми), MSNBC (74 млн, новини), CNBC (73 млн, ділова інформація), Oxygen (64 млн, кримінальні серіали), Golf Channel (63 млн, гольф), Universal Kids (49 млн, програми для дітей), Universo (28 млн, розважальні програми іспанською), CNBC World (19 млн, міжнародна ділова інформація); 19 % виторгу.
- Студії — виробництво фільмів та програм, поширення відеопродукції; включає кіностудії Universal Pictures, Illumination, DreamWorks Animation, Focus Features та Working Title Films та телестудії Universal Television, Universal Content Productions, Universal Television Alternative Studio, Universal In-ternational Studios; 9 % виторгу.
- тематичні парки — парки Universal в Орландо (Флорида), Голлівуді (Каліфорнія), Осаці (Японія) та Пекіні (Китай, 30 %); п'ятий парк у Сінгапурі керується сторонніми компаніями за ліцензією; 6 % виторгу.
- Sky — послуги високошвидкісного доступу до інтернету, передачі відео та аудіо інформації, мобільного зв'язку, що також включає телеканали Sky News та Sky Sports та телепрограми, що виробляє; основними регіонами діяльності Sky є Великобританія, Ірландія, Італія та Німеччина; деякі види послуг надаються також в Австрії та Швейцарії; 14 % виторгу.

Підрозділ неосновних активів включає компанію Comcast Spectacor, яка володіє хокейним клубом Філадельфія Флайєрз і спорткомплексом Уеллс Фарго Центр.
Станом на 2022 рік у корпорації працювало 186 тис. осіб, з них 73 тис. у Comcast Corporation, 77 тис. у NBCUniversal та 34 тис. у Sky. Основним регіоном діяльності є США, на них припадає 79 % обороту, на Великобританію — 11 %.

## Штаб-квартири
Штаб-квартира Comcast Corporation розташована у Філадельфії у Першому Комкаст Центрі (One Comcast Center Philadelphia, PA 19103-2838). NBCUniversal Media, LLC має свою окрему штаб-квартиру в Нью-Йорку в Рокфеллер-плазі (30 Rockefeller Plaza, New York, NY 10112-0015). Штаб-квартира Sky розташована в Лондоні (Grant Way, Isleworth, Middlesex TW7 5QD), Великобританія.

## Критика
Сайт із захисту прав споживачів The Consumerist у 2010 та 2014 роках називав Comcast найгіршою корпорацією Америки.
У 2016 році корпорацію було оштрафовано за стягнення плати за ненадані або незамовлені послуги.
У 2017 році Comcast зобов'язали припинити використовувати у рекламі твердження, що її швидкість доступу до інтернету найвища, як необґрунтоване.
Comcast щорічно витрачає мільйони доларів на лобіювання своїх інтересів. Крім цього, існує практика наймати в корпорацію членів сімей офіційних осіб. Головним фахівцем із лобіювання називають віцепрезидента Девіда Коена (англ. David L. Cohen).

## Дочірні компанії
Основні дочірні компанії на кінець 2018 року за місцем їхньої реєстрації:
- США:
  - Делавер: AWTV, LLC; CNBC LLC; Comcast ABB Note Consolidation, Inc.; Comcast Cable Communications Management, LLC; Comcast Cable Communications, LLC; Comcast Cable Funding I, LLC; Comcast Interactive Media, LLC; Comcast MO Investments, LLC; Comcast Nashville Finance; Comcast of Arkansas/Louisiana/Minnesota/Mississippi/Tennessee, LLC; Comcast of California II, LLC; Comcast of California/Colorado, LLC; Comcast of California/Colorado/Illinois/Indiana/Michigan, LLC; Comcast of California/Maryland/Pennsylvania/Virginia/West Virginia, LLC; Comcast of California/Massachusetts/Michigan/Utah, LLC; Comcast of Colorado IX, LLC; Comcast of Colorado/Pennsylvania/West Virginia, LLC; Comcast of Connecticut/Georgia/Massachusetts/New Hampshire/New York/North Carolina/Virginia/Vermont, LLC; Comcast of Delmarva, LLC; Comcast of Garden State, L.P.; Comcast of Georgia/Pennsylvania, LLC; Comcast of Houston, LLC; Comcast of Illinois VI, LLC; Comcast of Illinois/Indiana/Ohio, LLC; Comcast of Illinois/West Virginia, LLC; Comcast of Massachusetts II, Inc.; Comcast of Massachusetts III, Inc.; Comcast of New Jersey II, LLC; Comcast of Philadelphia II, LLC; Comcast of Potomac, LLC; Comcast of South Jersey, LLC; Comcast of Southeast Pennsylvania, LLC; Comcast OTR1, LLC; Comcast Shared Services, LLC; Comcast SportsNet Chicago, LLC; E! Entertainment Television, LLC; MSNBC Cable L.L.C.; NBC Olympics LLC; NBC Sports Network, L.P.; NBC Subsidiary (KNBC-TV) LLC; NBC West, LLC; NBCU New Site Holdings LLC; NBCUniversal Enterprise, Inc.; NBCUniversal Media, LLC; NBCUniversal, LLC; TGC, LLC; Universal Cable Productions LLC; Universal City Studios LLC; Universal City Studios Productions LLLP; Universal Studios LLC
  - Колорадо: Comcast of Florida/Michigan/New Mexico/Pennsylvania/Washington, LLC; Comcast of Georgia/South Carolina, LLC; Comcast of Maryland, LLC; Comcast of the South
  - Нью-Гемпшир: Comcast of Maine/New Hampshire, Inc.
  - Нью-Йорк: Bravo Media LLC; Comcast of Boston, Inc.; Pacific Regional Programming Partners; Universal Television LLC; Universal Television Networks
  - Оклахома: Comcast of Connecticut, Inc.
  - Орегон: Comcast of Oregon II, Inc.
  - Пенсільванія: Comcast Business Communications, LLC; Comcast IP Phone, LLC; Comcast of California III, Inc.; Comcast of California IX, Inc.; Comcast of California/Colorado/Florida/Oregon, Inc.; Comcast of Minnesota, Inc.; Comcast of Utah II, Inc.; Comcast Spectacor Ventures, LLC
  - Флорида: Comcast of Georgia/Illinois/Michigan, LLC; Universal City Development Partners, Ltd.
- Велика Британія:
  - Sky CP Limited; Sky In-Home Service Limited; Sky Limited; Sky Subscribers Services Limited; Sky Telecommunications Services Limited; Sky UK Limited; Universal Studios Limited
- Німеччина:
  - Sky Deutschland Fernsehen GmbH & Co. KG; Sky German Holdings GmbH
- Італія:
  - Sky Italia S.r.l.; Sky Italian Holdings S.p.A.
- Кайманові Острови:
  - Centaur Funding Corporation
- Нідерланди:
  - Universal Studios International B.V.
- Японія:
  - USJ LLC